# Колме
Колме (фр. Colmey) насеље је и општина у североисточној Француској у региону Лорена, у департману Мерт и Мозел која припада префектури Брије.
По подацима из 2011. године у општини је живело 283 становника, а густина насељености је износила 28,59 становника/km². Општина се простире на површини од 9,9 km². Налази се на средњој надморској висини од 260 метара (максималној 352 m, а минималној 197 m).

## Демографија
| 1962. | 1968. | 1975. | 1982. | 1990. | 1999. | 2011. |
| ----- | ----- | ----- | ----- | ----- | ----- | ----- |
| 332   | 341   | 315   | 321   | 273   | 245   | 283   |

График промене броја становника у току последњих година